# Linguliformea
Linguliformea è un subphylum di brachiopodi inarticolati. Si tratta dei brachiopodi più antichi, con una presenza che si estende dal Cambriano all'Olocene. Fra il Cambriano e l'Ordoviciano si sono diversificati molto, ma molte famiglie erano già estinte nel Devoniano. 
Questi brachiopodi non hanno articolazione. Dal punto di vista muscolare, hanno sia muscoli adduttori che obliqui, ma non diduttori. L'ano è localizzato sul lato del corpo. Il peduncolo è formato da un'estensione cava della parete ventrale del corpo. 
La conchiglia è generalmente composta da apatite (fosfato di calcio); in rari casi è formata da calcite o aragonite.